# Ash Fork
Ash Fork (havasupai: Thilgsvgov) è un census-designated place (CDP) della contea di Yavapai, Arizona.

## Geografia fisica
Ash Fork è situata alle coordinate 35°13′16″N 112°29′14″W (35.221236, -112.487100).
Secondo lo United States Census Bureau, il CDP ha un'area totale di 2,31 mi² (5,98 km²), tutte occupate da terre.
I luoghi geologici di interesse sono le Cathedral Caves, che si trovano a circa 10 miglia (16 km) a ovest della città, lungo l'Arizona Road, e il Dante's Descent, una buca profonda di 275 piedi (84 m) nota anche come "Devil's Hole", che è circa cinque miglia a nord-ovest di Ash Fork, al largo di Crookton Road. Sfortunatamente, dopo la chiusura da parte dello stato, il Dante's Descent non può essere visitato legalmente dal pubblico. La documentazione pittorica e storica dell'attrazione naturale può essere trovata presso l'Ash Fork Library.
Ash Fork si trova nelle immediate vicinanze della foresta nazionale del Kaibab e della foresta nazionale di Coconino, e le attrazioni internazionali come il Grand Canyon sono a circa un'ora di strada usando le strade principali. Le strade di servizio consentono un rapido accesso alle aree posteriori del parco nazionale del Grand Canyon, ma potrebbero non essere accessibili alla pubblica via.
A circa 15 miglia (24 km) a nord di Ash Fork si trova Beale Road, che ha la particolarità di essere la prima autostrada finanziata a livello federale. Anche la U.S. Route 66, nota a livello internazionale, passa direttamente attraverso la città. In particolare, il tratto più lungo e originale della Route 66 ancora esistente (lungo circa 15,4 miglia) si trova tra Ash Fork, Arizona e Seligman, Arizona, che inizia appena oltre Ash Fork a Crookton Road. L'area geografica e gli insediamenti circostanti sono serviti come ispirazione per il film Pixar del 2006 Cars - Motori ruggenti.

## Storia
Ash Fork si è proclamata la "capitale mondiale della pietra da lastricato", a causa del gran numero di cave di pietra e di cantieri di pietra all'interno e intorno alla città. Il titolo di "capitale mondiale della pietra da lastricato", tuttavia, è stato conferito ad Ash Fork dall'Ash Fork Development Association e dall'Ash Fork Historical Society. Il titolo è stato ufficialmente conferito alla città nel 2014 dalla Camera dei rappresentanti dell'Arizona con il passaggio di H.R. 2001.
La comunità fu fondata come raccordo della Atlantic and Pacific Railroad, più tardi conosciuta come Santa Fe Railroad, nell'ottobre 1882. È stata denominata così nel 1883 da F.W. Smith, sovrintendente generale della ferrovia, in riferimento a un boschetto di frassini sul sito. Il primo ufficio postale ufficiale fu istituito il 12 aprile 1883, con un Henry W. Kline che servì come primo direttore postale. Dopo un incendio incontrollabile nel 1885, l'intera città di Ash Fork fu distrutta da un incendio nel 1893 e fu ricostruita sul lato opposto della ferrovia dalla sua posizione originale, dove rimane oggi.
Negli anni successivi, Ash Fork era la sede dell'Escalante, un grande hotel e una "Harvey House" costruita nel 1907 e chiusa nel 1948, gestita dalla Fred Harvey Company. La comoda posizione di Ash Fork lungo la ferrovia e successivamente la famosa U.S. Route 66 la rese riconoscibile a molti viaggiatori di tutto il mondo, come testimonia la fugace menzione in diversi film dell'era del cinema classico di Hollywood come La fuga del 1947, con Humphrey Bogart e Lauren Bacall.
La U.S. Route 66 diede un leggero impulso all'economia della città negli anni 1950, ma la costruzione dell'autostrada divisa attraverso la città ha provocato la distruzione di molti negozi, marciapiedi e strade residenziali, alterando per sempre le qualità estetiche dell'area del centro cittadino. Quando la Santa Fe Railroad spostò la sua linea principale a nord e lontano dalla città nel 1960, Ash Fork perse quasi metà della sua popolazione, poiché la maggior parte delle famiglie impiegate dalla ferrovia furono costrette a lasciare l'area.
Un altro grande incendio, conosciuto localmente come il "Grande Incendio", devastò la comunità il 20 novembre 1977, distruggendo la maggior parte delle attività del centro. Quando la I-40 bypassò la città poco dopo, riducendo drasticamente il traffico sulla U.S. Route 66, l'economia locale non si riprese mai completamente. L'ultimo grande incendio della comunità si è verificato il 7 ottobre 1987, distruggendo quasi tutti gli edifici rimanenti lungo il distretto commerciale a due blocchi situato sul lato sud della Route 66.
Parte di quella che una volta era la Route 66 scorre ancora direttamente attraverso Ash Fork, anche se come una strada divisa, con Park Avenue che corre verso est e Lewis Avenue che corre verso ovest, entrambi che servono da arteria principale. Lungo queste strade si possono vedere edifici storici, tra cui una falsa struttura anteriore e vecchie case della società ferroviaria. La maggior parte degli stabilimenti commerciali limitati della città, tra cui l'Oasis Lounge e il Ranch House Cafe, si trovano lungo Park Avenue. L'ufficio postale di Ash Fork si trova anche su questa strada.
Alcune aree della città sono state selezionate per essere utilizzate come set nelle riprese del film I nuovi eroi del 1992, presumibilmente a causa del prezzo di acquisto estremamente basso e delle cattive condizioni di diversi edifici, incluso un vecchio motel, che sono stati fatti esplodere per effetto cinematografico.

## Società

### Evoluzione demografica
Secondo il censimento del 2010, la popolazione era di 396 abitanti.

### Etnie e minoranze straniere
Secondo il censimento del 2010, la composizione etnica della città era formata dall'80,6% di bianchi, lo 0,8% di afroamericani, l'1,5% di nativi americani, lo 0,0% di asiatici, lo 0,0% di oceanici, il 12,1% di altre razze, e il 5,1% di due o più etnie. Ispanici o latinos di qualunque razza erano il 42,2% della popolazione.